# Distrito de Etah
Etah (en hindi; एटा ज़िला, urdu; یٹا ضلع es un distrito de India en el estado de Uttar Pradesh. Código ISO: IN.UP.ET.
Comprende una superficie de 4 446 km². Su centro administrativo es la ciudad de Etah. Dentro del distrito se encuentra el pueblo de Mohanpur.  El distrito de Etah es parte de la División de Aligarh. 

## Historia
La ciudad se encuentra en la región cultural de Braj y fue parte del reino Surasena Mahajanapadas durante el Periodo Védico. Posteriormente fue gobernado por reinos más grandes como los Mauryas, Guptas, Escitas, kushans e indogriegos antes de caer en manos de los gobernantes locales. 
También es conocido por ser el centro de la revuelta de 1857. En la antigüedad, el distrito de Etah se llamaba Aintha, que significa "responder agresivamente", debido a que la población local de la comunidad yadav era de costumbres bastante agresivas Por eso, el lugar se llamó Aintha, que luego fue mal pronunciado como Etah.

## Demografía
Según el censo realizado en 2011 contaba con una población total de 1 761 152 habitantes. El distrito tiene una densidad de población de 717 habitantes por kilómetro cuadrado (1.860 / milla cuadrada). Su tasa de crecimiento poblacional durante la década 2001-2011 fue del 12,77%. Etah tiene una proporción de sexos de 863 mujeres por cada 1000 hombres y una tasa de alfabetización del 73,27%.

## Economía
No cuenta con grandes industrias. Etah es mayoritariamente una región agrícola dentro de la India. La agricultura es uno de los principales empleos de la gente de Etah. La tierra del distrito es fértil. La geografía y el clima son favorables para la producción de cultivos como arroz, caña de azúcar, girasol, oleaginosas, etc. Esta localidad se comporta como un punto nodal para la acumulación y comercialización de dichos productos.

## Transporte
El distrito cuenta con 8 estaciones de tren. La longitud de la línea ferroviaria en el distrito es de 55 km. y pertenece a la zona del Ferrocarril Central Norte.
Las ciudades y pueblos están bien equipados con una red de carreteras, ya que es el principal medio de transporte de la región. La carretera nacional 91 (Delhi-Calcuta) pasa desde el centro del distrito. La estación central de autobuses de Etah está situada en la carretera nacional 91. La Corporación de Transporte por Carretera del Estado de Uttar Pradesh opera autobuses a todas las ciudades de Uttar Pradesh.